# Напалков, Павел Николаевич
Павел Николаевич Напалков (13 октября 1900 — 18 мая 1988) — советский хирург, доктор медицинских наук, профессор (1939), заслуженный деятель науки РСФСР (1960).

## Биография
П. Н. Напалков родился 13 октября 1900 г. в Москве в семье врача Николая Ивановича Напалкова — в будущем профессора хирургии, заведующего факультетской хирургической клиникой университета в Ростове-на-Дону. В 1923 г., избрав медицину своей специальностью, П. Н. Напалков закончил медицинский факультет университета в Ростове-на-Дону и начал практическую и научную деятельность под руководством отца. Через 7 лет по приглашению В. А. Оппеля переехал в Ленинград, где вся врачебная, научная и общественная деятельность П. Н. Напалкова была связана с больницей им. И. И. Мечникова (1930—1978 гг.)
В 1936 г. ему присвоена ученая степень кандидата медицинских наук, в 1937 году он был назначен на должность доцента факультетской хирургической клиники II Ленинградского медицинского института, в 1938 г. стал доктором медицинских наук и получил звание профессора кафедры хирургии.
Умер 18 мая 1988 года в возрасте 87 лет от злокачественной опухоли желудка. Похоронен под Ленинградом, в поселке Песочный.

## Вклад в медицину
П. Н. Напалковым было опубликовал 400 научных работ, из них 14 монографий, которые посвящены оперативному лечению грыж белой линии живота, маргинальной панкреатической невротомии, панкреатоеюнальному анастомозу, пластике терминального отдела желчного и панкреатического протоков. Предложил классификации сепсиса, форм портальной гипертензии, хрон, панкреатита. Разработал методические рекомендации по хирургическому лечению острого холецистита, острого панкреатита, острой кишечной непроходимости. Он соавтор и редактор учебника хирургических болезней для медвузов, который трижды переиздавался, многотомного издания «Опыт советской медицины в Великой Отечественной войне» и многотомного руководства по хирургии

## Награды, премии, другие отличия
Награждён орденами Ленина, Октябрьской Революции, Красного Знамени (двумя), Отечественной войны I и II степени, орденом «Знак Почета» и медалями, а также орденом Виртути Милитари (ПНР).

## Сочинения
- Оперативное лечение грыж белой линии живота в свете анатомомеханических условий их патогенеза и некоторых клинических особенностей, JI., 1939;
- Заболевания и повреждения брюшной стенки, Л., 1955;
- Хирургические болезни, Л., 1961, 1976 (авт. ряда гл. и ред. совм, с др.);
- Аллопластика в хирургии и травматологии, Л., 1965 (авт. ряда гл. и ред.);
- Цирроз печени и портальная гипертензия, Л., 1968 (авт. ряда гл. и ред.);
- Болезни органов пищеварения, под ред. Ц. Г. Масевича и С. М. Рысса, Л., 1975 (авт. ряда гл. совм., с др.);
- Диагностика заболеваний органов пищеварения, Л., 1976 (авт. ряда гл. и ред. совм, с Масевичем Ц. Г.);
- Открытые и закрытые повреждения органов брюшной полости, Руководство по неотложной хирургии органов брюшной полости, под ред. В. С. Савельева, с. 299, М., 1976;
- Свищи желчных путей, Л., 1976 (совм, с др.);
- Абдоминальная спаечная болезнь, Л., 1977 (авт. ряда гл. и ред.)[5].